# Curamba
Curamba es un complejo arqueológico en Perú. Se encuentra ubicado en la Región Apurímac, provincia de Andahuaylas, Distrito de Kishuara.
Curamba está formada por varias estructuras de formas cuadrangulares y rectangulares. Destaca el Ushno o adoratorio, su construcción es de forma piramidal trunca de tres niveles ubicado a un lugar opuesto a la gran plaza que habría sido un recinto sagrado. Alrededor de él acompaña una decenas de estructuras de forma circular y rectangular que vendría ser utilizado como viviendas y depósito de alimentos. Debajo hay un tipo de celda o cueva. 
Está ubicado a 15 km del distrito de Kishuara y a 50 km desde Abancay.
Actualmente es utilizado como escenario del Tinkuy Curamba celebrada cada 22 de junio que escenifica la visita del inca Pachacutec.